# Список об'єктів Світової спадщини ЮНЕСКО у В'єтнамі
У списку об'єктів Світової спадщини ЮНЕСКО у В'єтнамі значаться 8 найменувань (на 2019 рік).
У даній таблиці об'єкти розташовано в порядку їх додавання до списку Світової спадщини ЮНЕСКО. 
| # | Зображення | Назва                                                            | Розташування        | Час створення      | Рік внесення в список | №                                                    | Критерії     |
| - | ---------- | ---------------------------------------------------------------- | ------------------- | ------------------ | --------------------- | ---------------------------------------------------- | ------------ |
| 1 |            | Комплекс пам'яток Хюе                                            | місто Хюе           | XIX століття       | 1993                  | 678 [Архівовано 5 липня 2017 у Wayback Machine.]     | iii, iv      |
| 2 |            | Бухта Халонг                                                     | провінція Куангнінь |                    | 1994, 2000            | 672 [Архівовано 8 листопада 2019 у Wayback Machine.] | vii, viii    |
| 3 |            | Історичне місто Хойан                                            | провінція Куангнам  | XV — XIX століття  | 1999                  | 948 [Архівовано 5 липня 2017 у Wayback Machine.]     | ii, v        |
| 4 |            | Святилище Мішон                                                  | провінція Куангнам  | IV — XIII століття | 1999                  | 949 [Архівовано 5 липня 2017 у Wayback Machine.]     | ii, iii      |
| 5 |            | Національний парк Фонг-Ня-Ке-Банг                                | провінція Куангбінь |                    | 2003                  | 951 [Архівовано 5 липня 2017 у Wayback Machine.]     | viii         |
| 6 |            | Імператорська цитадель Тханглонг, Ханой                          | місто Ханой         | з XI століття      | 2010                  | 1328 [Архівовано 5 липня 2017 у Wayback Machine.]    | ii, iii, vi  |
| 7 |            | Цитадель династії Хо                                             | провінція Тханьхоа  | з XIV століття     | 2011                  | 1358 [Архівовано 5 липня 2017 у Wayback Machine.]    | ii, iv       |
| 8 |            | Ландшафтний комплекс Чанган (в'єт. Quần thể danh thắng Tràng An) | Провінція: Ніньбінь |                    | 2014                  | 1438 [Архівовано 5 липня 2017 у Wayback Machine.]    | v, vii, viii |